# Saint-Quentin-des-Isles
Saint-Quentin-des-Isles foi uma antiga comuna francesa na região administrativa da Normandia, no departamento de Eure. Estendia-se por uma área de 3,98 km². Em 2010 a comuna tinha 238 habitantes (densidade: 59,8 hab./km²).
Em 1 de janeiro de 2019, passou a formar parte da nova comuna de Treis-Sants-en-Ouche.